# Arbalétriers et Arquebusiers de Visé

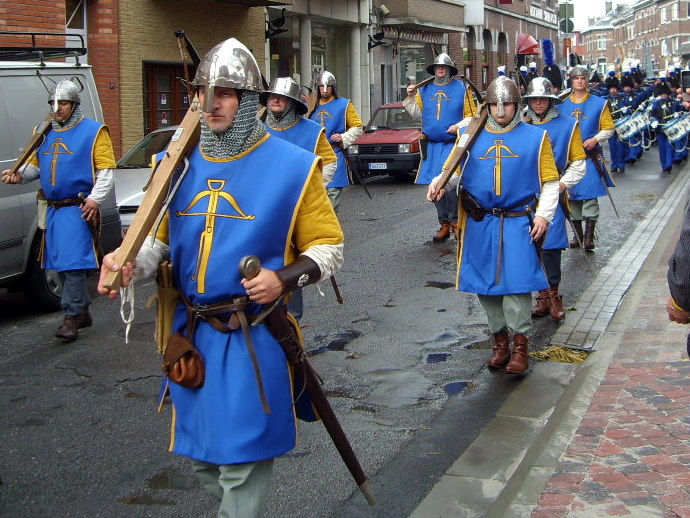
Les Arbalétriers.

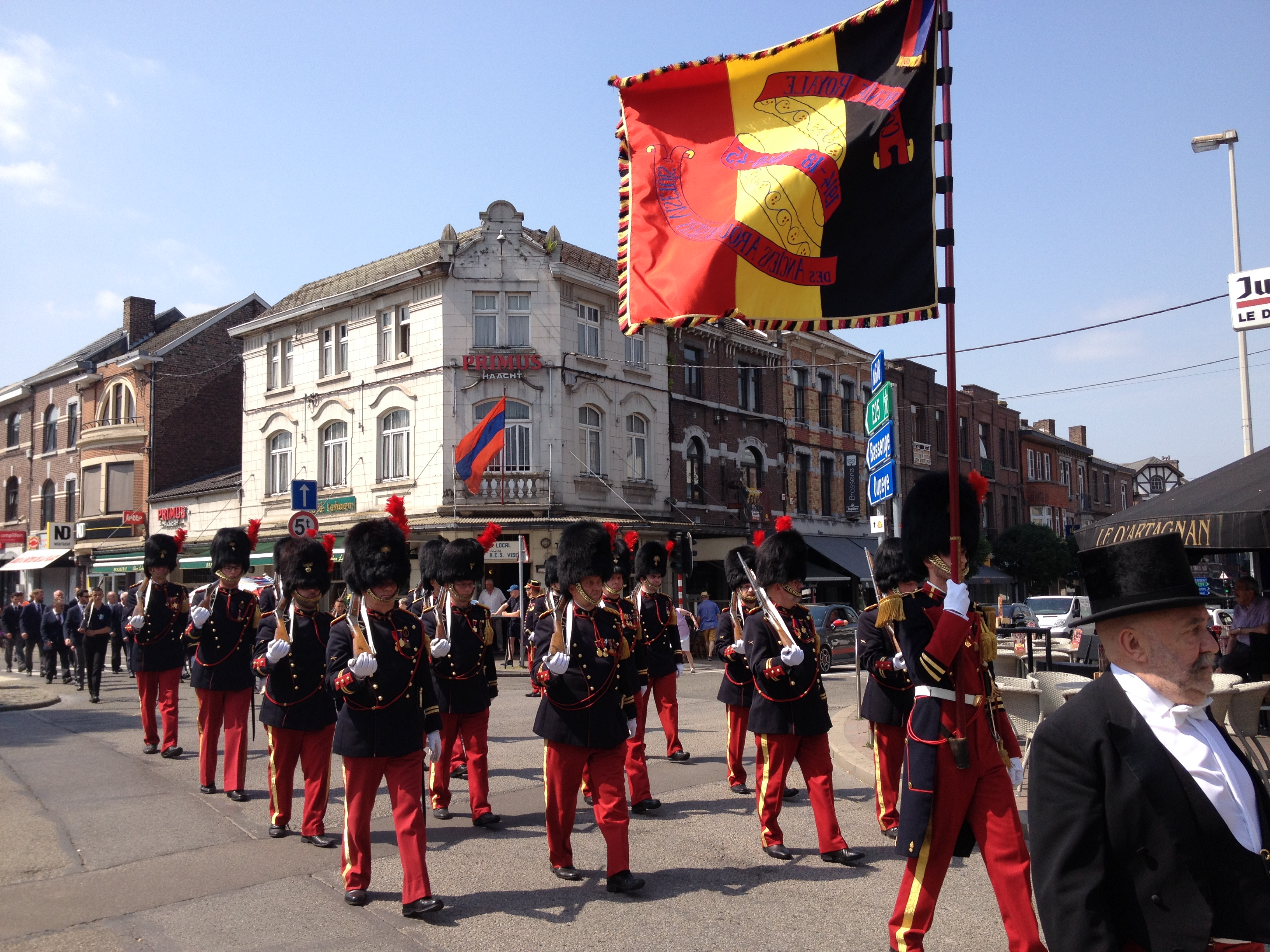
Les Anciens Arquebusiers.

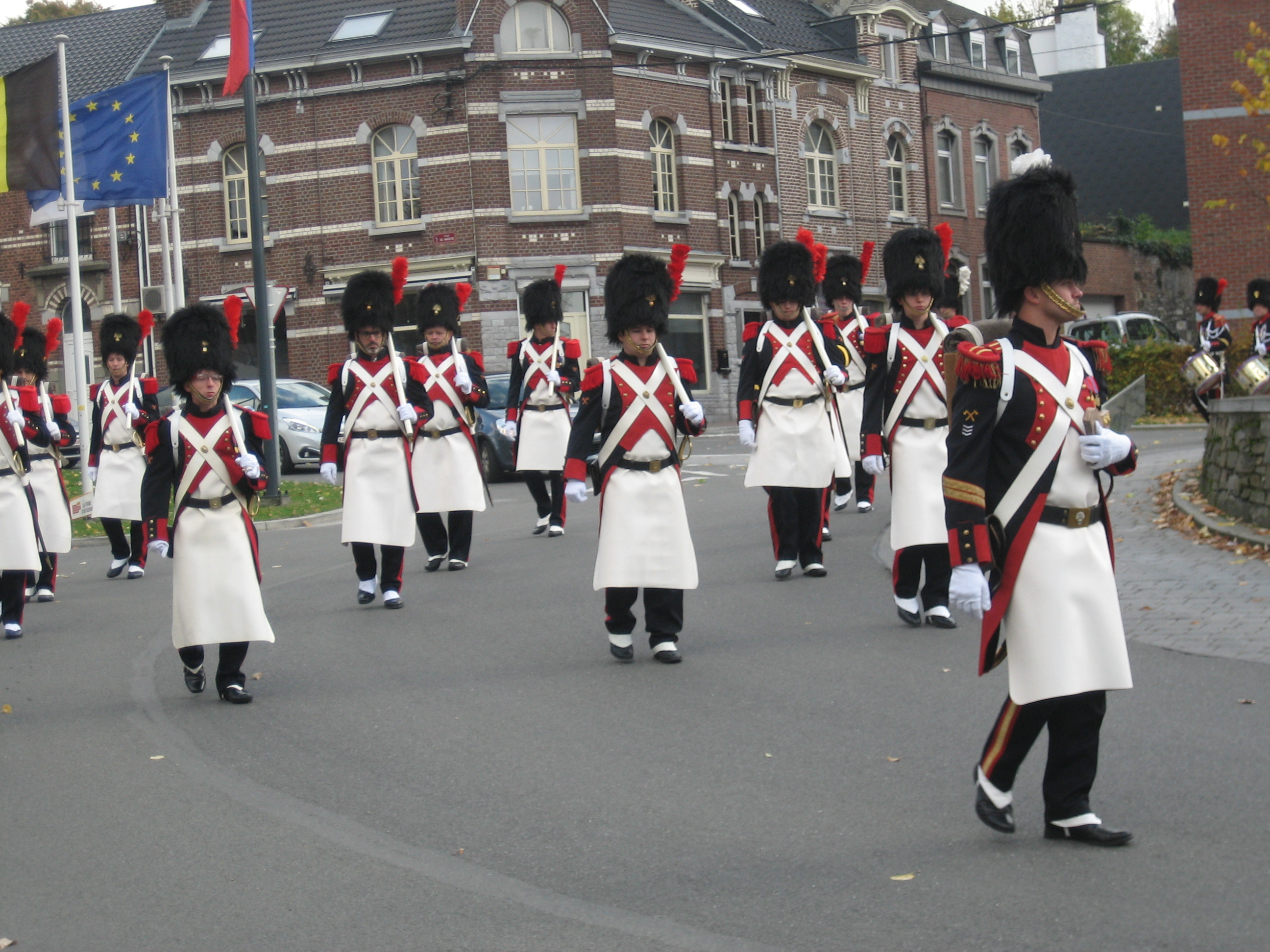
Les Francs Arquebusiers.

Les Arbalétriers, Anciens Arquebusiers et Francs Arquebusiers sont trois gildes de la ville de Visé en Belgique (province de Liège).
Elles sont reprises parmi les chefs-d’œuvre du Patrimoine oral et immatériel de la Fédération Wallonie-Bruxelles.

## Histoire
C'est en 1310 que la compagnie des arbalétriers aurait fait officiellement son apparition à Visé, bonne ville de la principauté de Liège. Reconnue comme telle par le prince-évêque de Liège Thiébaut de Bar, la gilde équipée d'arbalètes est alors chargée de la défense de la ville et des bateaux qui y accostent et jouit de privilèges pour son aide.  Toutefois, aucun document ancien et suffisamment précis ne vient confirmer cette année de fondation.
En 1579, alors que règne la campagne militaire entreprise par les Espagnols contre les provinces protestantes, certains poussent à la création d'une seconde confrérie sermentée à Visé. La localité est directement menacée car le duc de Parme qui assiège Maastricht a installé ses quartiers à Visé. Ses troupes amènent l'inévitable cortège de maraudeurs, de déserteurs et de pillards. Or depuis quelques années, la bonne ville cherche à renforcer ses moyens de défense et son armement. En réaction à la menace de brigandages, quelques bourgeois entreprenants s'associent pour apporter leur concours à cet effort de défense. Gérard de Groesbeeck, prince-évêque de Liège, entérine le 15 mai 1580 la fondation de la compagnie des Arquebusiers et la pourvoit de statuts qui, à l'heure actuelle, régissent toujours les activités de la compagnie.
Au cours du XVIIe siècle et du XVIIIe siècle, de nombreuses troupes et armées passent ou séjournent en Basse-Meuse et dans les environs immédiats de la ville de Visé avec les soucis de tous ordres que la situation comporte. Tant les Arbalétriers que les Arquebusiers visétois sont impliqués dans la sécurisation de leur ville.
À la suite de la révolution liégeoise, à la fin du XVIIIe siècle, ces gildes perdent leur fonction originelle de défense de la ville mais parviennent à se maintenir et se sont, depuis le XIXe, constituées en sociétés d'agréments qui défilent dans les rues de la cité mosane deux fois par an.
En 1909, la compagnie des Arquebusiers se scinde en deux à la suite des rivalités politiques de l’époque entre cléricaux et anticléricaux, tant au niveau national qu’au niveau local : les Anciens Arquebusiers représentant le courant clérical du bourgmestre de l'époque Léon Meurice d'une part et les Francs Arquebusiers suivant plutôt les idéaux anticléricaux du général-président en fonction depuis 1903 Clément Scaff d'autre part. La scission se matérialise en mars 1910 par un cortège des Francs Arquebusiers dans les rues de Visé.

## Situation actuelle
Depuis lors, la ville de Visé compte ainsi trois gildes ou sociétés différentes parfois rivales mais à l'entente souvent cordiale. Elles contribuent grandement à la vie folklorique de la ville de Visé mais organisent aussi des séances de tirs propres à leur arme. Chaque compagnie possède également un musée riche de souvenirs de l'histoire locale.

### La société royale des Arbalétriers visétois

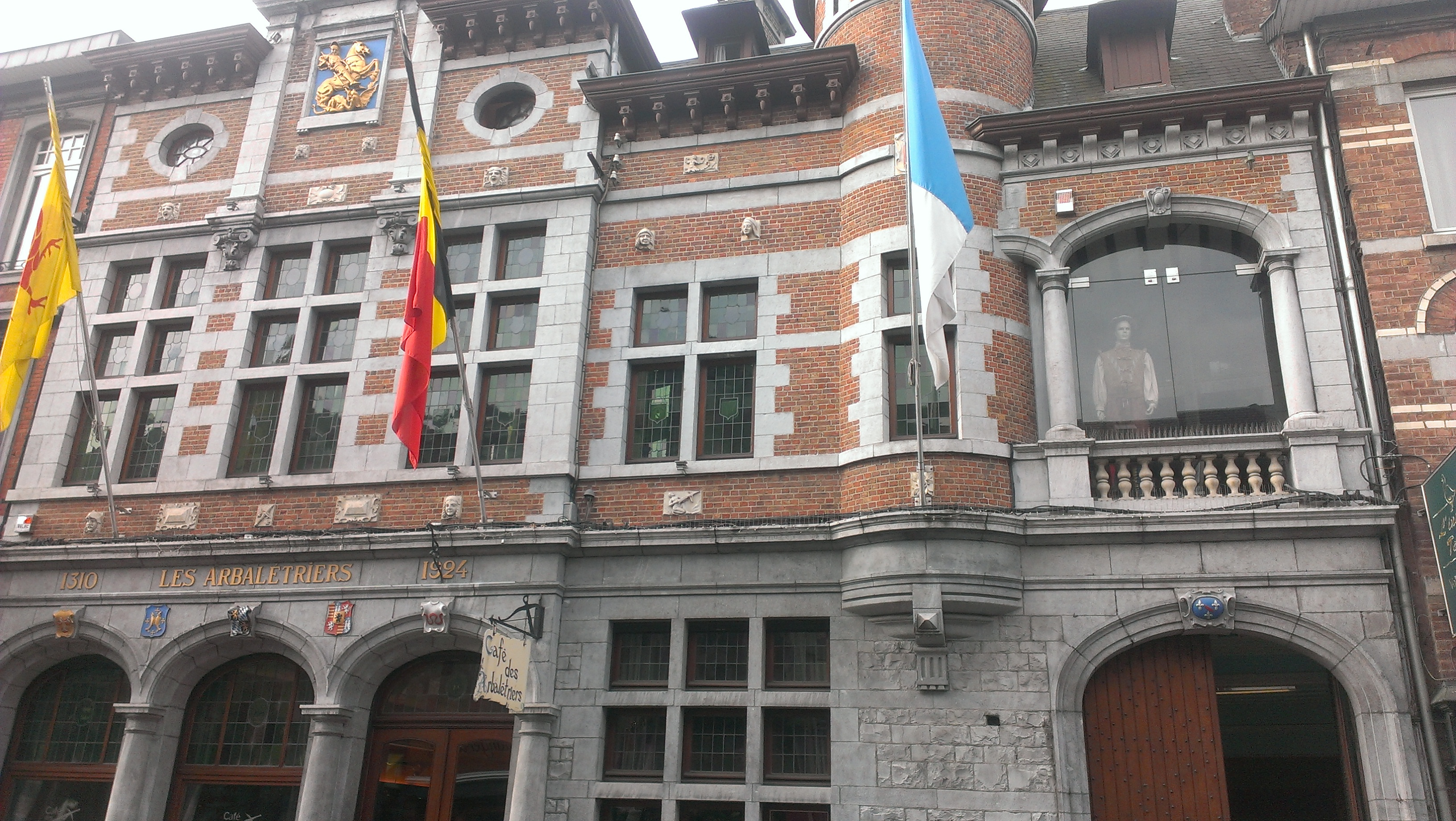
Local et musée des Arbalétriers.

La société royale des Arbalétriers visétois surnommée les Bleus, comptant environ 200 membres, créée en 1310 et reprise parmi les chefs-d’œuvre du Patrimoine oral et immatériel de la Fédération Wallonie-Bruxelles depuis 2004. Elle organise principalement la Descente l’avant-dernier dimanche d’avril, la fête de Saint-Georges, saint patron de la gilde le dimanche suivant le 23 avril et le grand Tir du Roy et le Gast des Dames, défilé de couples le deuxième dimanche d’août. Situé au no 46 de la rue Haute, dans une demeure de style néo-mosan reconstruite en 1924 où se trouve aussi le café des Arbalétriers, le musée de la gilde permet de voir différents types d'arbalètes. Parmi celles-ci, les arbalètes Duc d’Albe et la Marguerite sont des arbalètes à cranequin recouvertes d’ivoire ciselé du XVe siècle et du XVIe siècle.

### La compagnie royale des Anciens Arquebusiers de Visé

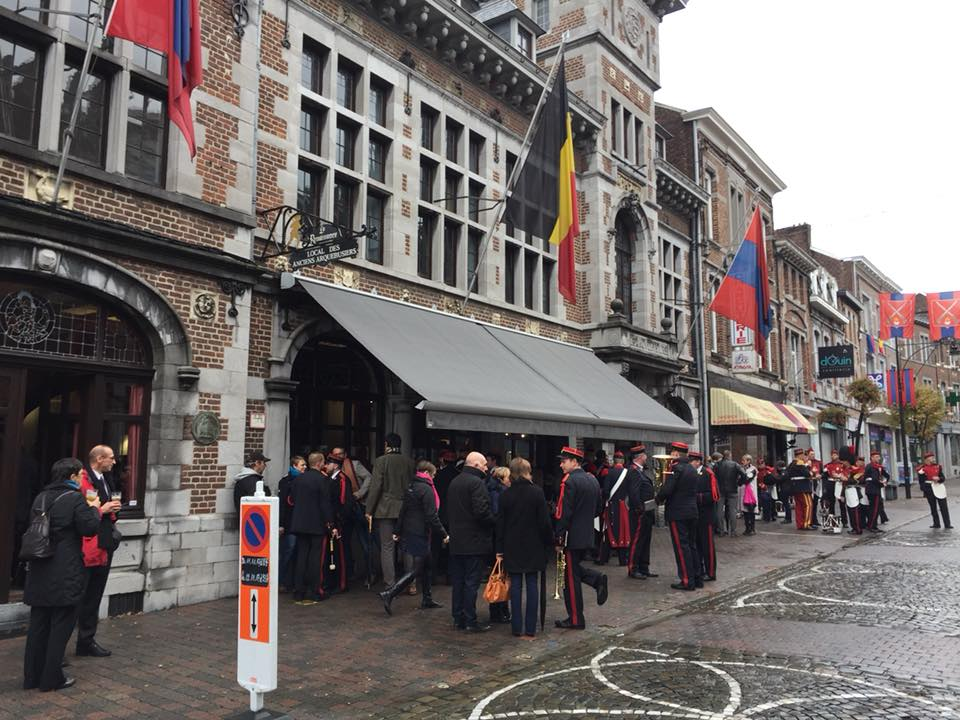
Local des Anciens Arquebusiers.

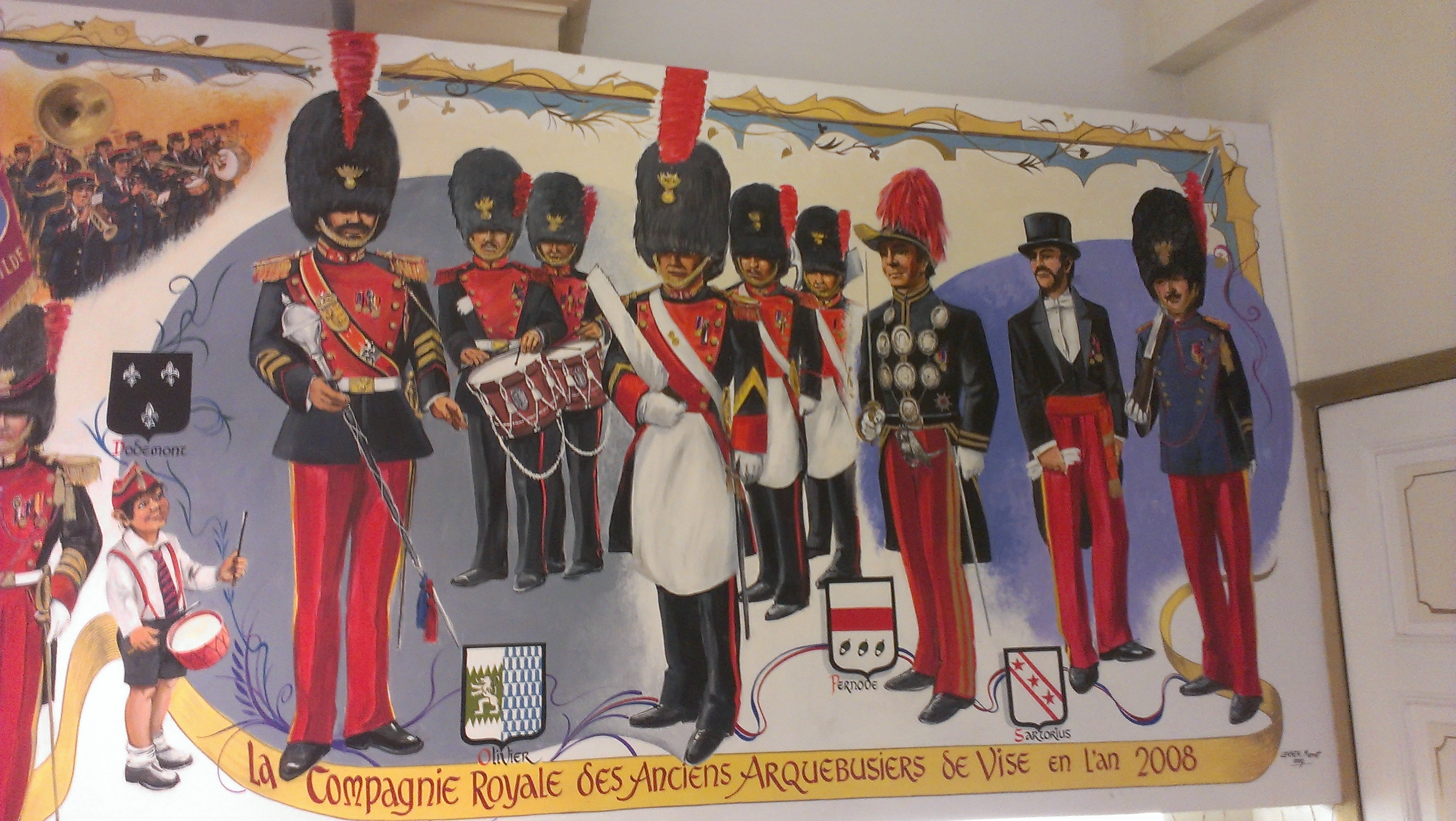
Musée des Anciens Arquebusiers.

La compagnie royale des Anciens Arquebusiers de Visé surnommée les Rouges,, comptant environ 220 membres, créée en 1579 et reprise parmi les chefs-d’œuvre du Patrimoine oral et immatériel de la Fédération Wallonie-Bruxelles depuis 2005. Les deux événements majeurs de la compagnie royale des Anciens Arquebusiers de Visé ont été régis par ses statuts de 1579 : le fête d'été appelé Sacramint, le dernier dimanche de juin et la fête d'hiver en l'honneur de Saint Martin, saint patron de la gilde, le dimanche suivant le 11 novembre. La salle La Renaissance située au no 11 de la rue Haute abrite le musée de la gilde où sont exposés différents types d'arquebuses du XVIe siècle et du XVIIe siècle ainsi que de nombreux uniformes.
.

### La compagnie royale des Francs Arquebusiers de Visé

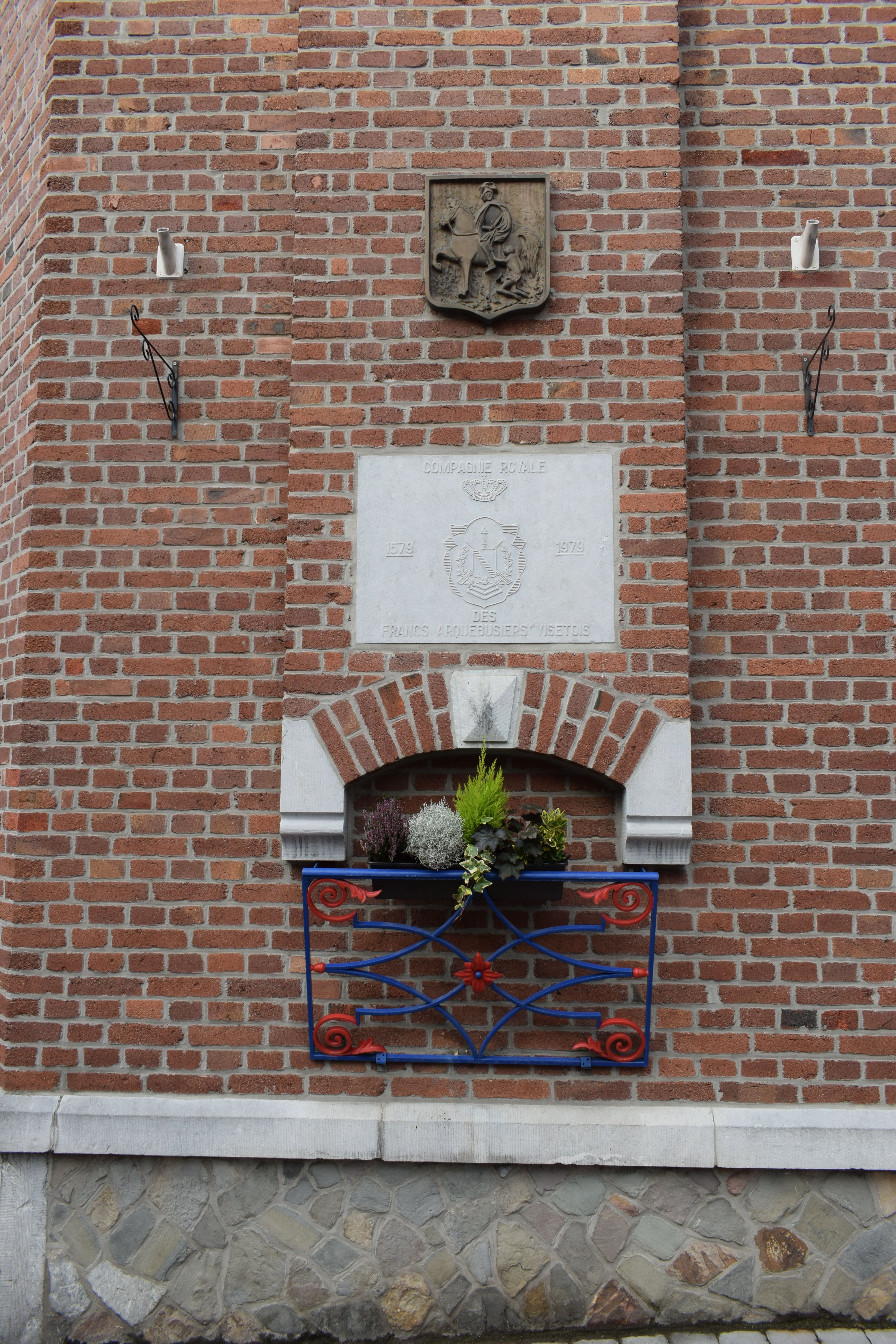
Local et musée des Francs Arquebusiers.

La compagnie royale des Francs Arquebusiers de Visé surnommée les Francs,, comptant environ 200 membres, créée en 1909 et reprise parmi les chefs-d’œuvre du Patrimoine oral et immatériel de la Fédération Wallonie-Bruxelles depuis 2010. En plus d'autres activités, la compagnie royale des Francs Arquebusiers de Visé défile en uniformes lors de la fête-Dieu célébrée soixante jours après Pâques et à la Saint Martin. Le petit musée de la gilde se situe au no 3 de la rue Dodémont. Il reprend une intéressante collection d'armes à feu depuis les arquebuses et les mousquets du XVIe siècle jusqu’au fusil Comblain qui équipa la compagnie à la fin du XIXe siècle.